# Taksim Meydanı
 Taksim Meydanı – plac w europejskiej części Stambułu, stanowiący atrakcję turystyczną ze względu na znajdujące się tam restauracje, sklepy i hotele. Jest uważany za serce nowoczesnego Stambułu; mieści się tu stacja Taksim linii M2 metra, a także Pomnik Republiki (Cumhuriyet Anıtı) autorstwa Pietro Canoniki odsłonięty w 1928. Pomnik upamiętnia 5. rocznicę ustanowienia Republiki Turcji.